# Convención Nacional Socialcristiana de 2021
La Convención Nacional Socialcristiana de 2021 fue el proceso de selección primaria mediante la cual los partidarios del Partido Unidad Social Cristiana seleccionaron a su candidato presidencial para las elecciones generales de 2022. La exvicepresidenta Lineth Saborío Chaverri fue declarada ganadora cuando se consideró que la tendencia era irreversible con alrededor del 56% de los votos. Saborío ganó en todas las provincias excepto Limón donde resultados preliminares dan ganador a Erwen Masís.
Aunque el dato originalmente dado por el Tribunal Electoral del PUSC fueron de 162000 participantes en la convención, se descubrió que 39.000 de estos votos no correspondían a votos reales por lo que la cifra oficial se bajó en un 24% para un total de 123.161.

## Posible coalición y rechazo de la misma
En diciembre de 2020, diferentes representantes de la facción partidaria «Gente Unidad» extendieron una carta al expresidente socialcristiano, Rafael Ángel Calderón Fournier, con el propósito de hablar sobre la posibilidad de formar una coalición electoral con su ahora partido, Republicano Social Cristiano, y otros partidos del mismo corte de cara a las elecciones de 2022. Por su parte, el también expresidente socialcristiano Miguel Ángel Rodríguez Echeverría, apoyó la realización de una coalición liderada por el partido, sin embargo, esta fue rechazada por el presidente ejecutivo de la agrupación, Randall Quirós Bustamante, alegando falta de tiempo.
El 7 de febrero de 2021, la Asamblea Nacional del Partido Unidad Social Cristiana rechazó en su mayoría, con 56 votos en contra y 32 a favor, una propuesta del expresidente Rodríguez Echeverría para la realización de una coalición electoral liderada por este partido y con la participación de "fuerzas políticas socialcristianas, conservadoras, liberales y grupos evangélicos".

## Campaña
El exdiputado para el período 2002-2006 y autodenominado motivador profesional Juan José Vargas Fallas, originalmente electo por el Partido Acción Ciudadana pero que renunciaría al mismo poco después de electo,  anunció la presentación de su precandidatura por el PUSC. Esta sería la segunda vez que Vargas intenta ser presidente habiendo sido candidato en 2006 por el ya desaparecido partido Patria Primero de su propia creación, obteniendo menos del 1% de los votos. Vargas fue particularmente polémico por haber difundido en el país las pseudocientíficas terapias de reorientación sexual para homosexuales que fueron condenadas por la Asociación Costarricense de Psiquiatría, el Colegio de Médicos y el Colegio de Psicólogos. El exdiputado retiró su postulación a la presidencia en marzo de 2021.
En marzo de 2021 el diputado liberiano y abogado Pedro Muñoz Fonseca oficializó su precandidatura prometiendo no más impuestos y combate al comunismo. Recibió la adhesión del expresidente Abel Pacheco de la Espriella.

#### Precandidaturas inscritas
| Nombre | Nombre                  | Nacimiento                                       | Experiencia | Provincia de residencia | Campaña Fecha de inicio                                                      | Ref.   |
| ------ | ----------------------- | ------------------------------------------------ | --- | ----------------------- | ---------------------------------------------------------------------------- | ------ |
|        | Erwen Masís Castro      | 14 de marzo de 1982 (43 años) Alajuela, Alajuela | Diputado por la provincia de Alajuela (2018-presente) Alcalde de San Mateo (2007-2011) | Alajuela                | Campaña Anuncio e inicio de campaña: 15 de marzo de 2021                     | [ 17 ] |
|        | Lineth Saborío Chaverri | 4 de noviembre de 1960 (64 años) Grecia, Grecia  | Vicepresidenta de la República (2002-2006) Ministra de la Presidencia (2004-2006) Ministra de Planificación Nacional (2003-2004) Directora del Organismo de Investigación Judicial (1997-2002) | San José                | Campaña Anuncio e inicio de campaña: 4 de abril de 2021                      | [ 18 ] |
|        | Pedro Muñoz Fonseca     | 31 de julio de 1968 (56 años) Liberia, Liberia   | Diputado por la provincia de San José (2018-presente) Presidente del Partido Unidad Social Cristiana (2014-2018) Regidor del Concejo Municipal de Liberia (2006-2010)                          | San José                | Campaña Anuncio: 9 de febrero de 2021 Inicio de campaña: 17 de marzo de 2021 |        |

##### Precandidaturas retiradas
A abril de 2021, las siguientes personas expresaron públicamente su interés en postularse como candidato presidencial por el Partido Unidad Social Cristiana, pero se retiraron del intento posteriormente.
- Juan José Vargas Fallas, diputado por la provincia de San José (2002-2006); candidato a la presidencia en 2006.[19][14]
- Roberto Suñol Prego, candidato a la vicepresidencia en 2018.[20][21]

#### Precandidaturas descartadas
A abril de 2021, las siguientes personas han sido objeto de especulaciones sobre su posible candidatura, pero han negado públicamente su interés en postularse.
- Rodolfo Méndez Mata, ministro de Obras Públicas y Transportes (1978-1980, 1998-2000, 2018-presente); precandidato presidencial en 2002.[22]
- Rodolfo Piza Rocafort, ministro de la Presidencia (2018-2019); candidato a la presidencia en 2014 y 2018.[23][24]

## Reacciones
- Pedro Muñoz reconoció la derrota y felicitó a Saborío, asegurando que regresaría a sus labores legislativas. Aunque había anunciado previamente que de perder la convención se retiraría de la política consultado al respecto afirmó que era pronto para decirlo.[25]
- Erwen Masís celebró ser el segundo lugar (las encuestas le vaticinaban el tercero) y el haber ganado en Limón.[26]